# Liste der Mitglieder des Bayerischen Landtages (Königreich, 4. Wahlperiode)
Diese Liste gibt einen Überblick über alle Mitglieder des Bayerischen Landtages in der 4. Wahlperiode des Königreichs Bayern (1836–1839). In die Wahlperiode fällt die Sitzung der 7. Ständeversammlung vom 2. Februar 1837 bis zum 17. November 1837.

## Kammer der Abgeordneten

### Präsidium
- 1. Präsident: Sebastian Freiherr Schrenck von Notzing (1774–1848)
- 2. Präsident: Karl von Seinsheim
- 1. Sekretär: Jakob von Windwart
- 2. Sekretär: Friedrich Justus Willich (1789–1853)

### Abgeordnete

#### A
- Friedrich Ammensdörfer (1785–1850)
- Johann Wilhelm von Anns (1766–1842)
- Hans von und zu Aufseß
- Nikolaus Aumüller (ca. 1775–1856)

#### B
- Georg Bähr
- Ludwig Louis Benzino
- Johann Georg Bestelmeyer (1785–1852)
- Rupert Wilhelm Billmann
- Peter Binder
- Georg Binner
- Leonhard Blass
- Christian Friedrich Boeckh (1795–1875)
- Hans Karl Briegleb
- Johann Baptist Brunnbauer

#### D
- Andreas von Dall'Armi
- Joseph Xaver Deuringer
- Joseph Johann Nepomuck Wenzelslaus Graf von Deym zu Arnstorf
- Andreas von Dippel (1772–1837)
- Ludwig Friedrich Hans Karl Freiherr von Dobeneck
- Georg Ernst Dorn
- Karl Joseph Graf von Drechsel (1778–1838)
- Christoph Düring

#### E
- Franz Andreas Ebenhöch (1789–1857)
- Pankraz Eckert
- Friedrich Erthel
- Johann Nepomuk Eser

#### F
- Adam von Faßmann (1785–1840)
- Anton von Fischer (1792–1877)
- Joseph Frankenberger
- Carl August Freiherr von und zu Alt- und Neufrauenhofen
- Maximilian von Freyberg-Eisenberg
- Leonhard Friedrich

#### G
- Georg Christoph Gack (1793–1867)
- Christoph Friedrich Gademann
- Franz Xaver Gletzle
- Lorenz Gmeiner
- Joseph Gradl

#### H
- Ludwig Haas
- Nikolaus Haas
- Erhard Hagen von Hagenfels
- Johann Baptist Haller
- Johann Karl Christoph Friedrich Freiherr von Harsdorf
- Xaver Hartmann (1776–1850)
- Friedrich August Heydenreich
- Franz Hohenthanner
- Rudolf Sigmund Freiherr von Holzschuher (1777–1861)
- Johann Peter von Hornthal (1794–1864)
- Johann Hummel
- Joseph Hutter

#### J
- Johann Nicolaus Jacob
- Andreas Jordan (1775–1848)

#### K
- Stephan Kaden
- Georg Friedrich Wilhelm Kapp
- Johann Baptist Käser
- Rupert Edler von Kellner
- Franz Joseph Kempter
- Johann Ludwig Kern
- Karl Kober
- Gottfried Kolb
- Karl von Korb
- Markus Körblein
- Karl August Köster (1776–1848)
- Michael Krappmann

#### L
- Ignaz Lanzer
- Christian Gottfried Laubmann
- Franz Xaver Lechner
- Johann Sebastian Leybold
- Gottlieb Karl August Lösch
- Anton Luginger

#### M
- Joseph Anton Ritter von Maffei (1790–1870)
- Christian Edler von Tiechler Mann
- Valentin Mauer
- Joseph Meyer
- Firmius Miller
- Martin Moser
- Ernst von Moy de Sons
- Philipp David Müller
- Joseph Anton Ritter von Mussinan (1766–1837)

#### N
- Johann Adam Neuland
- Franz Niedermayer

#### O
- Karl Anselm Fürst von Oettingen-Wallerstein

#### P
- Joseph Albin Parth (1782–1844)
- Joachim Peckert
- Benedikt von Poschinger
- Valentin Maximilian Pummerer

#### R
- Georg Rabl
- Bonifaz Rauh
- Johann Georg Friedrich Rebmann
- Johann Michael Freiherr von Reck
- Johann Evangelist von Reindel
- Johann Georg Reudelhuber (1784–1860)
- Lorenz Reuss
- Georg Leonhard Reuthner
- Johann Nepomuk von Ringseis (1785–1880)
- Bonifaz Rist († 1843)
- Johann Kaspar Röder
- Hermann Freiherr von Rotenhan (1800–1858)
- Matthias Rüffershöfer

#### S
- Johann Friedrich Sand
- Joseph Sartorius
- Alois Schadt
- Ferdinand Benedikt Schaezler
- Johann Christoph Schäfer
- Johann Baptist Schaller
- Johann Schickendanz
- Johann Jakob Schmidt
- Heinrich Schneider
- Sebastian Freiherr Schrenck von Notzing (1774–1848)
- Johann Schweymaier
- Peregrin Schwindl
- Philipp Wilhelm Seewald
- Karl von Seinsheim
- Johann Albrecht Sigmund
- Johann Friedrich Staedtler
- Friedrich Julius Stahl (1802–1861)
- Sebastian Steinacher
- Georg Moritz Stöcker (1797–1852)
- Georg Jakob Stockinger (1798–1869)
- Johann Suckart

#### T
- Heinrich von der Tann
- Alois Tischer
- Friedrich Trautner

#### U
- Johann Baptist Urban
- Joseph Ritter von Utzschneider (1763–1840)

#### W
- Tobias von Wachter
- Weber
- Andreas Christoph Weinmann
- Cölestin Weinzierl
- Franz Joseph Weis (Weiss)
- Johann von Welsch
- Alois Werndle
- Ambros Wiesend
- Friedrich Justus Willich (1789–1853)
- Jakob von Windwart
- Andreas Wirth
- Joseph Wochinger

#### Z
- Christian Christoph Zinn

## Kammer der Reichsräte

### Präsidium
- 1. Präsident: Karl Philipp Fürst von Wrede (1767–1838)
- 2. Präsident: Alois III. zu Oettingen-Spielberg
- 1. Sekretär: Heinrich Alois Graf von Reigersberg (1770–1865)
- 2. Sekretär: Eduard von Schenk (1788–1841)

| Inhaltsverzeichnis A B C F G H L M N O P R S T W Z |

#### A
- Carl Maria Rupert Graf von Arco-Valley
- Maximilian Joseph Graf von Arco-Valley
- Ludwig Aloys Graf von Arco-Zinneberg
- Joseph Ludwig Graf von Armansperg (1787–1853)

#### B
- Carl Theodor Maximilian Prinz von Bayern (1795–1875)
- Max Joseph in Bayern (1808–1888)
- Maximilian II. Joseph von Bayern (1811–1864)
- Pius Herzog in Bayern (1786–1837)

#### C
- Friedrich Ludwig Graf zu Castell-Castell

#### F
- Joseph Maria von Fraunberg (1768–1842)
- Clemens Wenzeslaus Freiherr von Freyberg-Eisenberg-Knöringen
- Fidelis Ferdinand Graf von Fugger zu Glött
- Friedrich Johann Nepomuk Graf von Fugger zu Kirchberg und Weißenhorn
- Raimund Ignaz Graf von Fugger zu Kirchberg und Weißenhorn
- Josef Hugo Graf von Fugger zu Kirchheim
- Karl Anton Graf von Fugger zu Nordendorf

#### G
- Lothar Karl Anselm Joseph Freiherr von Gebsattel (1761–1846)
- Hermann Graf zu Giech
- Maximilian Joseph von Gravenreuth (1807–1874)

#### H
- Franz Joseph zu Hohenlohe-Schillingsfürst (1787–1841)

#### L
- Carl Fürst zu Leiningen-Hartenburg
- Carl Ludwig Freiherr von Leonrod
- Carl Ludwig Freiherr von Lotzbeck
- Carl Friedrich Fürst zu Löwenstein-Wertheim-Freudenberg
- Carl Ludwig Constantin Fürst zu Löwenstein-Wertheim-Rosenberg

#### M
- Johann Anton Freiherr von Mandl von Deutenhofen
- Georg Ludwig Ritter von Maurer
- Maximilian Graf von Montgelas (1759–1838)

#### N
- Friedrich Immanuel Niethammer
- Julius Adolph Freiherr von Niethammer (1798–1882)

#### O
- Alois III. zu Oettingen-Spielberg
- Friedrich Fürst zu Oettingen-Oettingen und Oettingen-Wallerstein
- Ludwig Fürst von Oettingen-Wallerstein (1791–1870)
- Franz Karl Rudolph Graf zu Ortenburg-Tambach

#### P
- Karl Theodor von Pappenheim (1771–1853)
- Johann Caspar Graf von Preysing zu Moos

#### R
- Aloys Franz Xaver Graf von Rechberg und Rothenlöwen (1766–1849)
- Reinhard Burkart Graf von Rechteren und Limpurg
- Heinrich Alois von Reigersberg
- Peter von Richarz
- Friedrich von Roth

#### S
- Cajetan Peter Graf von und zu Sandizell
- Eduard von Schenk (1788–1841)
- Franz Erwein Damian Joseph Graf von Schönborn-Wiesentheid (1776–1840)
- August Karl Graf von Seinsheim
- Franz Ludwig Philipp Schenk von Stauffenberg

#### T
- Maximilian Karl Fürst von Thurn und Taxis (1802–1871)
- Maximilian August Graf von Toerring-Guttenzell

#### W
- Karl Philipp Fürst von Wrede (1767–1838)
- Joseph Franz Freiherr von Würtzburg

#### Z
- Maximilian Anton Friedrich Freiherr von Zandt